# Elisa Galvé
(Nume spaniole: primul, numele de familie al tatălui: Ferrari, al doilea, numele de familie al mamei: Tedeschi) 

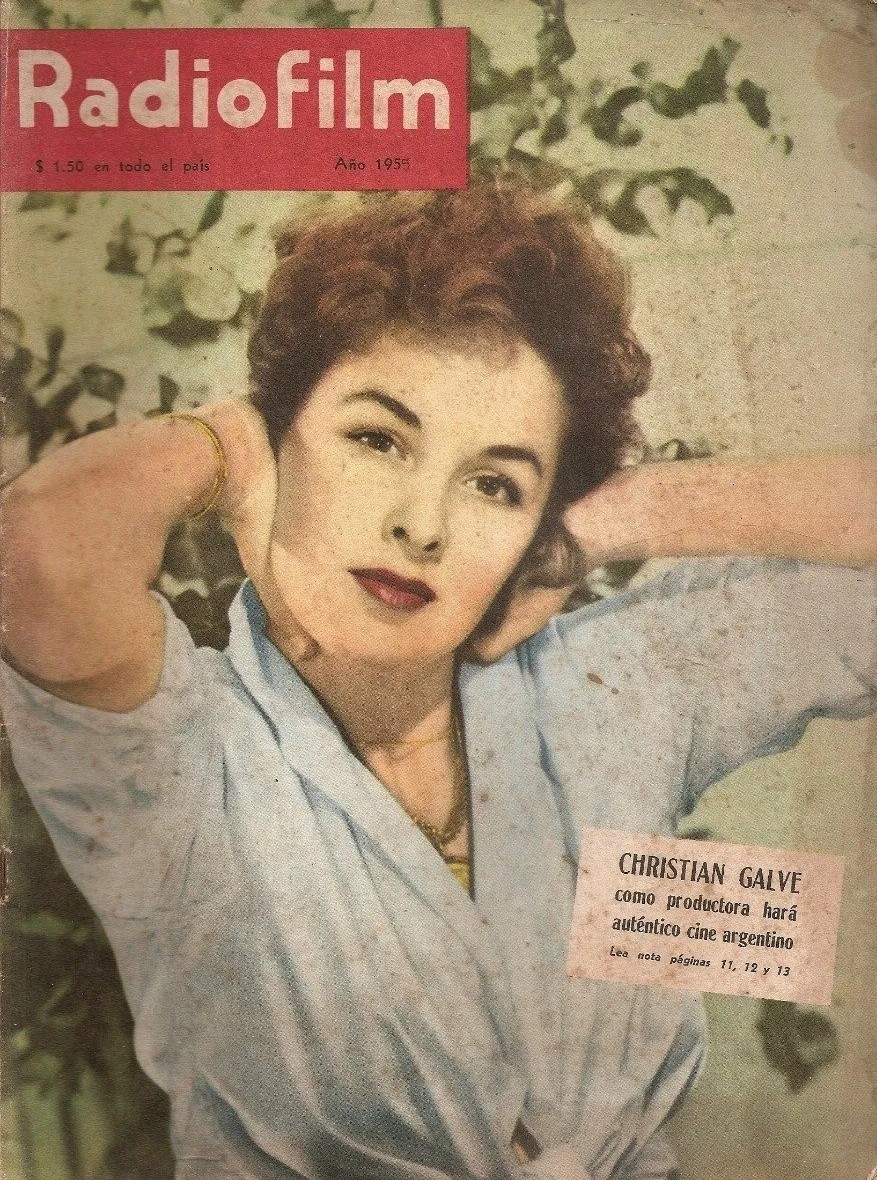
Elisa Christian Galvé pe coperta revistei Radiofilm (decembrie 1954)

Elisa Galvé (născută Leonora Ferrari Tedeschi, dar mai bine cunoscută ca Elisa Christian Galvé; n. 25 iulie 1922, Buenos Aires, Argentina – d. 20 octombrie 2000, Roma, Italia) a fost o actriță de film argentiniană.  

## Biografie
A fost cunoscută pentru rolurile sale de film în anii 1940 și 1950, în timpul epocii de aur a cinematografiei argentiniene. Și-a făcut debutul în film în 1939 cu filmul Caras argentinas. În 1966 a apărut pentru ultima dată într-un film, Dos en el mundo. În total, ea a jucat în 31 de filme.

## Filmografie selectivă
- 1939 Caras argentinas, regia Carmelo Santiago
- 1939 Prisioneros de la tierra, regia Mario Soffici
- 1940 Héroes sin fama, regia Mario Soffici
- 1940 Cita en la frontera, regia Mario Soffici
- 1941 Yo quiero morir contigo, regia Mario Soffici
- 1942 Vacaciones en el otro mundo, regia Mario Soffici
- 1943 Tres hombres del río, regia Mario Soffici
- 1943 Juvenilia, regia Augusto César Vatteone
- 1944 Cuando la primavera se equivoca, regia Mario Soffici
- 1944 El camino de las llamas, regia Mario Soffici (ca Elisa Christian Galvé)
- 1945 Despertar a la vida, regia Mario Soffici
- 1945 Chiruca', regia Benito Perojo
- 1947 Tela de araña o El misterioso tío Silas, regia Carlos Schlieper
- 1948 La hostería del caballito blanco, regia Benito Perojo
- 1948 La gran tentación, regia Ernesto Arancibia
- 1949 Fascinación, regia Carlos Schlieper
- 1951 Cartas de amor, regia Mario C. Lugones
- 1951 Mujeres en sombra Catrano Catrani
- 1952 El ídolo, regia Pierre Chenal
- 1952 Sala de guardia, regia Tulio Demicheli
- 1952 El gaucho y el diablo, regia Ernesto Remani
- 1954 Misión extravagante, regia Ricardo Gascón
- 1954 Comicos (Cómicos), regia Juan Antonio Bardem
- 1954 Días de odio, regia Leopoldo Torre Nilsson
- 1954 El domador regia Adelqui Millar
- 1954 Siete gritos en el mar, regia Enrique Carreras
- 1955 Embrujo en Cerros Blancos, regia Julio C. Rossi
- 1957 La bestia humana, regia Daniel Tinayre
- 1964 Aconcagua (film), regia Leo Fleider
- 1964 Sombras en el cielo, regia Juan Berend
- 1966 Dos en el mundo, regia Solly